# Davis Township (comté de Caldwell, Missouri)
Pour les articles homonymes, voir Davis Township.
Davis Township est un township du comté de Caldwell dans le Missouri, aux États-Unis,. En 2000, sa population s'élève à 1 296 habitants. Le township est baptisé en référence à John T. and Samuel D. Davis, un pionnier.